# Retro (canal de televisión)
Retro fue un canal de televisión por suscripción latinoamericano que emitía series y películas de décadas pasadas consagradas como clásicas.

## Historia
El 28 de febrero de 2003, ante un cambio impulsado por Claxson Interactive Group, se lanza el canal Retro como reemplazo del canal de series clásicas Uniseries. Retro mantuvo el branding, la programación y el perfil de Uniseries, pero redoblando la apuesta por el cine clásico.
Retro fue lanzado para toda la región latinoamericana y el Caribe, apelando a dos segmentos de público: jóvenes adultos de 20 a 35 años, y adultos de 35 a 50 años.
En octubre de 2007, Retro junto con un paquete de otras 6 señales pertenecientes a Claxson Interactive Group (Fashion TV, HTV, Infinito, I.Sat, MuchMusic y Space) fueron adquiridas por Turner Broadcasting System, incorporando los canales de Claxson Interactive Group al portafolio de señales de Turner, donde estaba TCM, la competencia directa de Retro.
En abril de 2009, Turner decide fusionar Retro con TCM, siendo este último el canal absorbente. El miércoles 1 de abril de 2009 a las 5:59 (UTC-3), luego de emitir por última vez Robotech, el canal fue descontinuado, siendo reemplazado por TruTV. Los contenidos de Retro fueron movidos a TCM y Tooncast.

## Segmentos
Los segmentos que más se destacaron en la programación de Retro fueron:
- Cinemateca: Espacio que Retro dedicó a las obras maestras del cine clásico, los grandes autores, las figuras más famosas del séptimo arte.
- Especial Miami Vice: La llegada de la serie al canal fue acompañada de un sorteo de DVD y merchandising. El canal sabía así, festejar cada nueva serie que reproducían.
- Matiné: Heredado de Uniseries, un segmento para las tardes sabatinas dedicado al cine de aventuras, acción, comedia y western.
- Retrospectiva: Ciclo heredado de Uniseries. Una revisión de géneros, temas, actores y estilos que marcaron hitos en la historia del cine.
- Retrotoons: Series animadas clásicas como La Pantera Rosa, He-Man, She-Ra, Popeye y Robotech.
- Series: Segmento para series de televisión clásicas, que marcaron hitos en la historia de la pantalla chica.
- Shhh: Dedicado al cine mudo centrado en directores que fundaron la cinematografía mundial: Charles Chaplin, Buster Keaton, Douglas Fairbanks, D. W. Griffith, entre otros.
- Vade Retro: Ciclo heredado del canal Uniseries, presentaba un recorrido del cine fantástico, de terror y la ciencia ficción y las películas de culto.